# Merguez

En grillad merguez

Merguez (uttal: [mɛrˈɡɛz]) är en liten korv baserad på rått och finmalet nöt- och lammkött och i regel kryddad med spiskummin och harissa. Ursprungligen kommer merguez från Nordafrika (merquez kan komma från arabiskans مرقاز mirqāz, "korv"). Korvsorten har även blivit populär i Mellanöstern och Frankrike. Den brukar serveras grillad eller stekt, ofta som ett tillbehör till tagine eller couscous.